# Dr Pepper
 (avril 2009).
Si vous disposez d'ouvrages ou d'articles de référence ou si vous connaissez des sites web de qualité traitant du thème abordé ici, merci de compléter l'article en donnant les références utiles à sa vérifiabilité et en les liant à la section « Notes et références ».
Dr Pepper (prononcé « Doctor Pepper ») est la plus ancienne des marques de soda américaines. À l'origine fabriquée artisanalement dans une pharmacie de Waco (Texas) par un dénommé Charles Alderton, la boisson connut son premier succès lorsqu'elle fut mise en vente en 1885 (un an avant le Coca-Cola).
L'origine du nom « Dr Pepper » est vague. Selon certaines sources, le Dr Pepper serait le propriétaire de la pharmacie où travaillait M. Alderton ; selon d’autres, il s’agirait plutôt d’un ami du propriétaire de la pharmacie. Selon le fabricant de la boisson gazeuse, il s’agirait du père d’une jeune fille dont le propriétaire de la pharmacie avait été amoureux. C'est grâce à son patron que Charles Alderton put produire et vendre son invention.
En France, la boisson Dr Pepper, qui appartient à Orangina Suntory France sous licence Keurig Dr Pepper, est distribuée par la société TCMA (Trading Consulting Management Associés).

## Historique

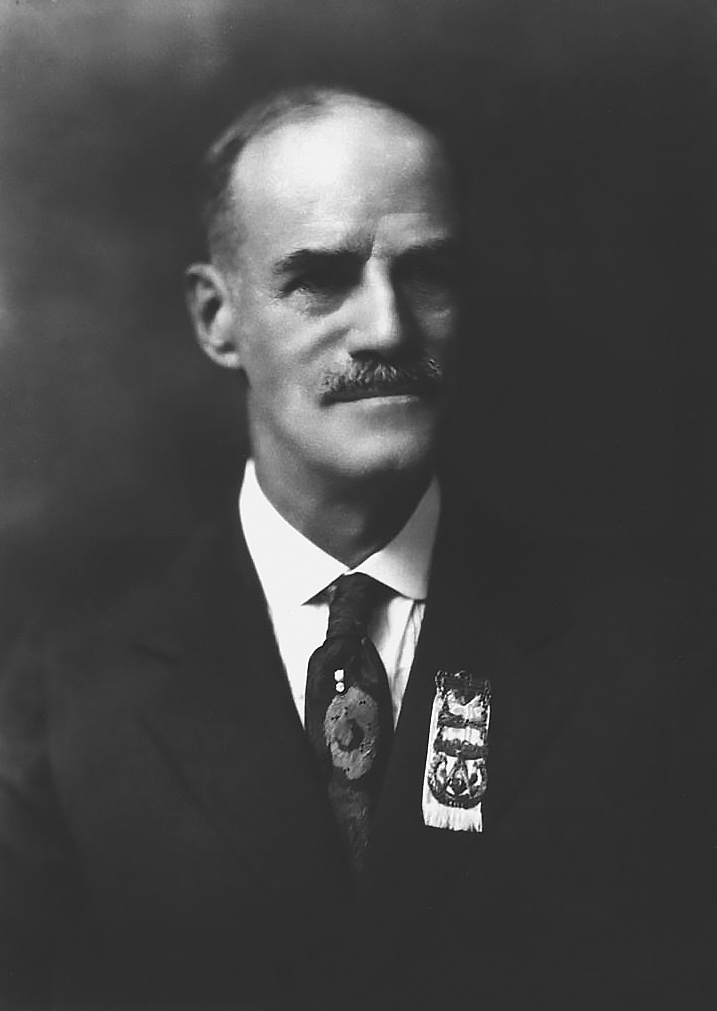
Charles Alderton

Au marché mondial de Saint Louis, en 1904, la boisson fut distribuée à des millions de visiteurs et connut un engouement immédiat. Après ces débuts encourageants, Dr Pepper devint l'une des plus grosses entreprises américaines de rafraîchissements.
Après avoir failli passer aux mains de Coca-Cola Company (achat bloqué pour raisons de concurrence par la Federal Trade Commission), Dr Pepper fusionne en 1986 avec Seven-Up (vendue par Philip Morris) afin de former la Dr Pepper/Seven-Up Corporation. En 1995, Coca-Cola Company tente à nouveau de prendre le contrôle du groupe, mais est bloqué pour la seconde fois par la FTC. C'est le groupe Cadbury Schweppes plc qui y parvient, devenant ainsi la plus grosse firme de boisson après Coca-Cola Company.

## Commercialisation

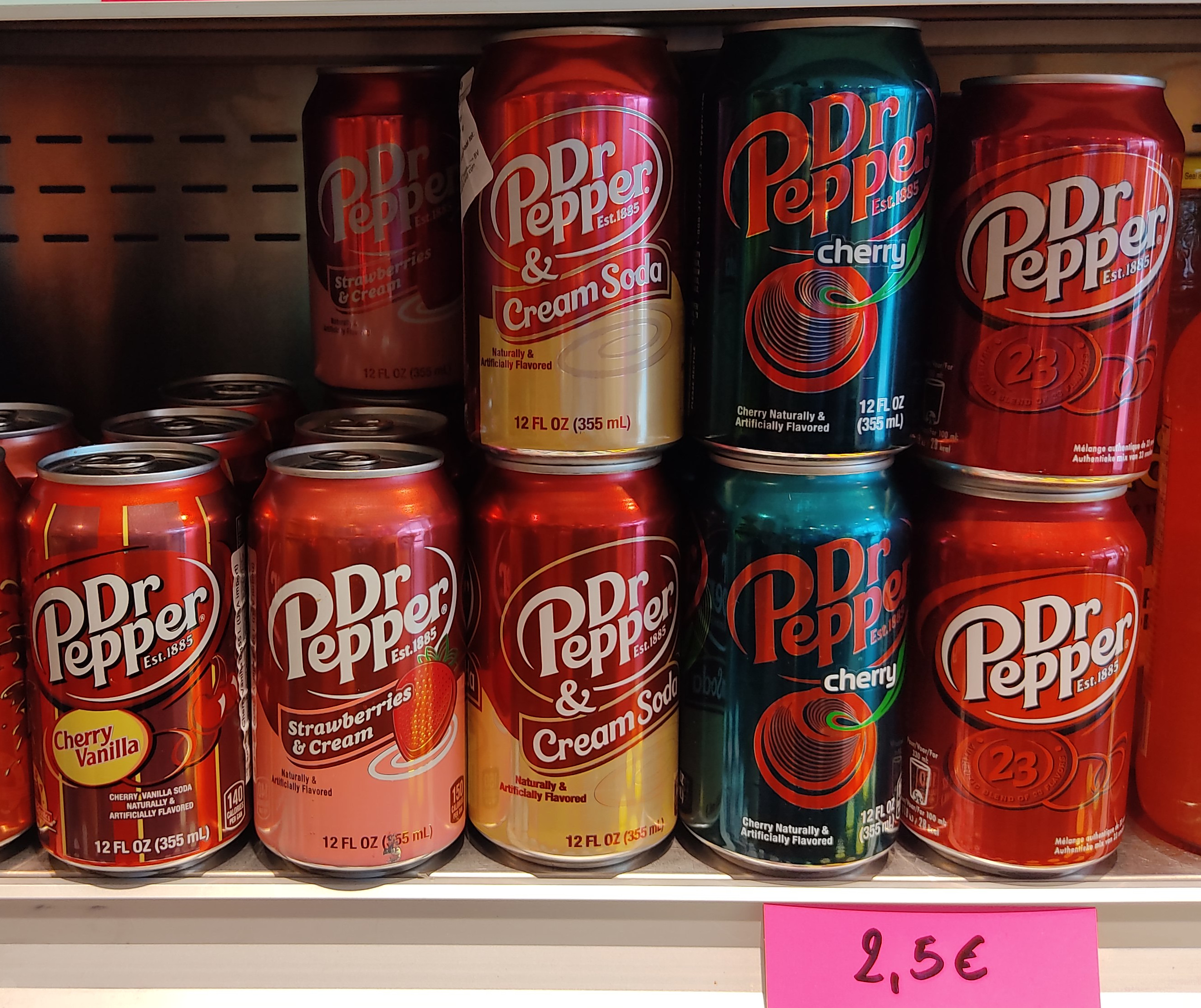
Des cannettes de Dr Pepper vendues à l'unité dans une boutique de Gand (Belgique).

La boisson Dr Pepper est maintenant commercialisée par Keurig Dr Pepper (anciennement « Cadbury Schweppes Americas Beverages », puis Dr Pepper Snapple Group, racheté en 2018 par Keurig Green Mountain) presque partout dans le monde. Au Canada, il s'agit de Keurig Dr Pepper Canada (anciennement Canada Dry Mott's inc), la filiale canadienne de Keurig Dr Pepper.
En Europe, Dr Pepper est distribué dans tout le Royaume-Uni, en Scandinavie, en Allemagne, en Pologne, en Belgique, aux Pays-Bas, en Suisse et en France.
Dr Pepper est distribué officiellement en France depuis mai 2012, après quinze années d'absence, par la société TCMA (Trading Consulting Management Associés). Il est possible d'en trouver dans quelques grandes enseignes de supermarchés, dans les rayons « produits du monde ». Le produit est embouteillé en France par Européenne d'embouteillage.
La Coca-Cola Company a créé en 1972-1973 un produit similaire sous le nom de Mr. Pibb, distribué en France dans les années 1976-1977 avec le slogan « une nouvelle boisson au goût décontracté ». Il est devenu par la suite Pibb Xtra, jamais commercialisé en France.
Parmi les saveurs proposées, en dehors de la saveur origine, il a aussi existé une saveur framboise et une saveur sucette de fraise.